# 1945 dans la police
Cet article présente les faits marquants de l'année 1945 dans la police.

## Évènements
- 8 mai : Mort du militant anticolonialiste algérien Bouzid Saâl, abattu par la police française lors d'une manifestation. Il est la première victime des massacres de Sétif, Guelma et Kherrata.